# 西班牙國家航空

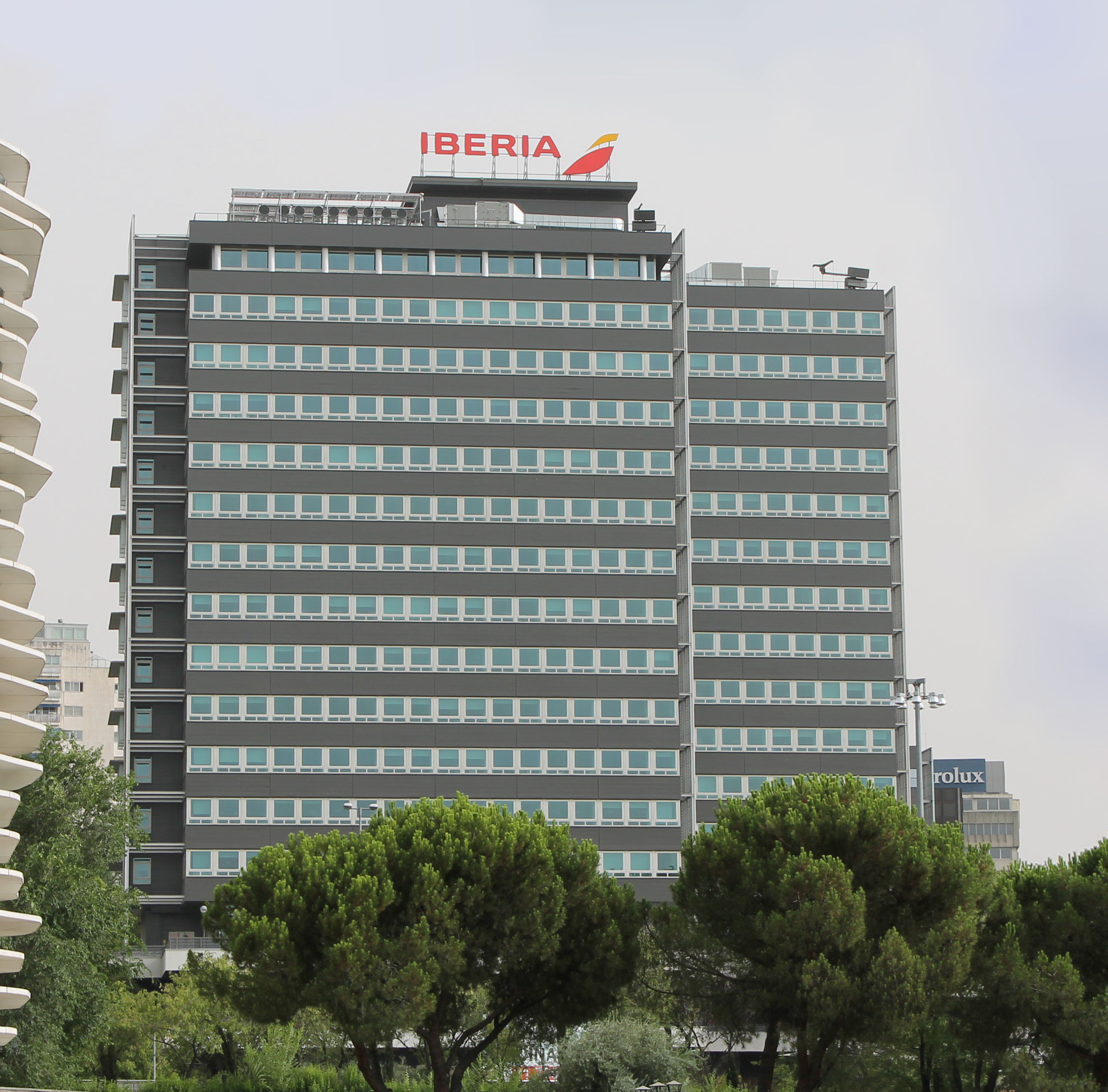
西班牙國家航空的總部

西班牙伊比利亚航空有限公司（西班牙語：Iberia Líneas Aéreas de España S.A. Operadora Unipersonal），通稱西班牙国家航空、西班牙航空或伊比利亚航空（Iberia），是西班牙的國家航空公司。該航空公司為寰宇一家成員之一，目前與英國航空同屬國際航空集團旗下。它擁有一個龐大的國際服務網絡，以馬德里-巴拉哈斯機場為營運基地。

## 歷史

### 初期（1927年－1944年）
西班牙國家航空於1927年6月28日正式成立，於同年12月14日開始首個航班。公司獲得西班牙政府贊助，以提供往返馬德里與巴塞隆拿之間的航班服务。在米戈爾·普里莫·德里維拉（Miguel Primo de Rivera）獨裁统治期間，西班牙各大小航空公司紛紛合併為一間公營機構（航空補貼公司，常縮寫為CLASSA），當時Iberia也被併入該公司並於1929年5月29日停止營運。但「Iberia」這個名稱仍然被CLASSA的總裁丹尼爾·德·阿勞斯（Daniel de Araoz y Aréjula）註冊為公司商標，並一直使用到西班牙內戰結束。在內戰結束後，Iberia變成一家純國內航線用途的航空公司。

### 國有化（1944年－2001年）

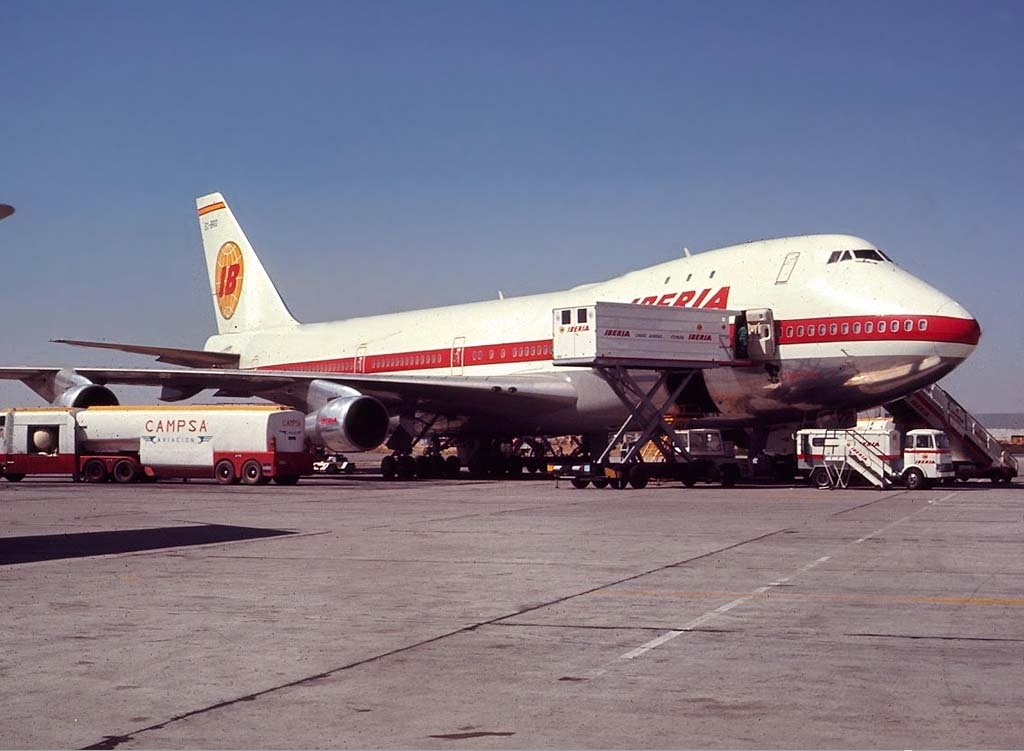
西班牙國家航空於1970年引進波音747-100（舊版塗裝）

1944年9月30日，西班牙國家航空公司正式國有化。1946年，它成為二次大戰後首間提供來往歐洲及南美洲航線服務的航空公司，首條航線是由馬德里飛往阿根廷布宜諾斯艾利斯，使用DC-4型飛機飛行。
1953年起，西班牙向來自美國的入境旅客提供免簽證待遇，這一點令西班牙国家航空於翌年（即1954年）開辦往返美國的跨大西洋航班。此外，加拿大蒙特利尔於1954年6月14日對國際民航會議作出的修改，亦對西班牙十分有利，這亦促進西班牙人民租用包機前往加拿大旅行。
1977年，正值西班牙國家航空成立50周年，公司首次錄得年客量達1000萬人次。在80年代末至90年代初，西班牙國家航空開始與其他的西班牙和拉丁美洲的航空公司建立友誼，包括：Aviaco、Viva Air、Binter Canarias、Binter Mediterraneo、阿根廷航空。

### 民營化（2001年－）
2001年4月3日，西班牙國家航空民營化，並在馬德里證券交易所的IBEX-35股票指數上市。其主要股東包括馬德里儲蓄銀行（23.45%股份）、英國航空（13.20%股份）、西班牙國有工業控股公司（SEPI，5.20%股份）、英格列斯百貨公司（El Corte Ingles，2.90%股份）。2002年，成立75周年，全年总计共有5億人次搭乘过西班牙國家航空公司。
2005年，西班牙國家航空的淨利是3.95億歐元，這是它連續第10年錄得盈利。同年，西班牙国家航空及其專營區域航線的子公司萬能航空（Air Nostrum）共運載了32,364,263名乘客。現有員工總數24,348人（2007年3月資料）。馬德里巴拉哈斯國際機場的第四航站楼（T4）及附屬衛星航站楼（T4S）於2006年2月5日啟用後，成為西班牙國家航空及「寰宇一家」聯盟各航空公司所專用的樞紐，此為西班牙國家航空公司提供了更大的擴充能力。西班牙國家航空公司佔整個機場空運流量的60%。2008年底，西班牙航空淘汰旗下所有的波音和麥道客機，並擁有一支全數由空中客车飛機組成的機隊。
2010年4月8日，西班牙國家航空與英國航空正式簽署合併協議，共同成立控股公司國際航空集團（International Airlines Group，IAG），兩家公司將由IAG全資持有股權，但維持獨立組織及品牌，以免危害落地權。西班牙國家航空與英國航空將在新框架下聯營，合併年營收約200億美元，將以408架機隊規模飛行全球200條航線，每年載客量逾5800萬人次。IAG合併市值約80億美元，將在英國、西班牙兩地雙掛牌。英航股東將以1:1比率交換IAG新股，掌握55%股權，伊比利亞股東則以1股換1.0205 股，掌握剩餘45%。

## 航点

### 代码共享
截至2021年6月，西班牙国家航空与下述航司进行代码共享：
- 波罗的海航空
- 美國航空
- 哥倫比亞航空
- 宾特加那利航空（英语：Binter Canarias）
- 英國航空
- 玻利維亞航空
- 保加利亚航空
- 國泰航空
- 巴拿馬航空
- 捷克航空
- 以色列航空
- 埃福洛普航空
- 芬兰航空
- 日本航空
- 巴西南美航空
- 智利南美航空
- 厄瓜多爾南美航空
- 摩洛哥皇家航空
- 皇家約旦航空
- 愉快空中巴士航空
- 伏林航空

## 機隊
截至2024年11月，西班牙國家航空的機隊以空中巴士為主，平均機齡10.2年，詳情如下 

## 塗裝

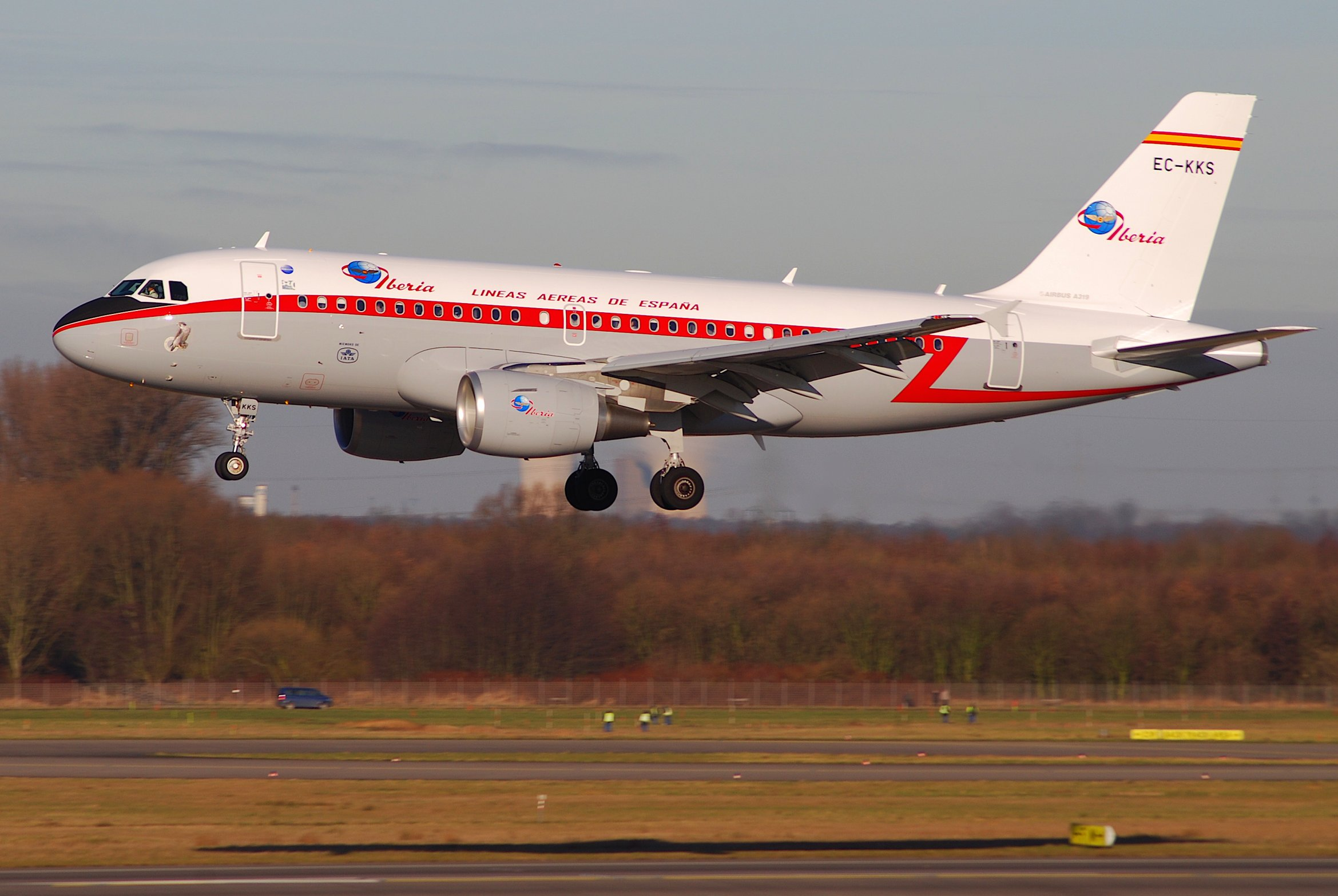
披上復古塗裝的空中巴士A319

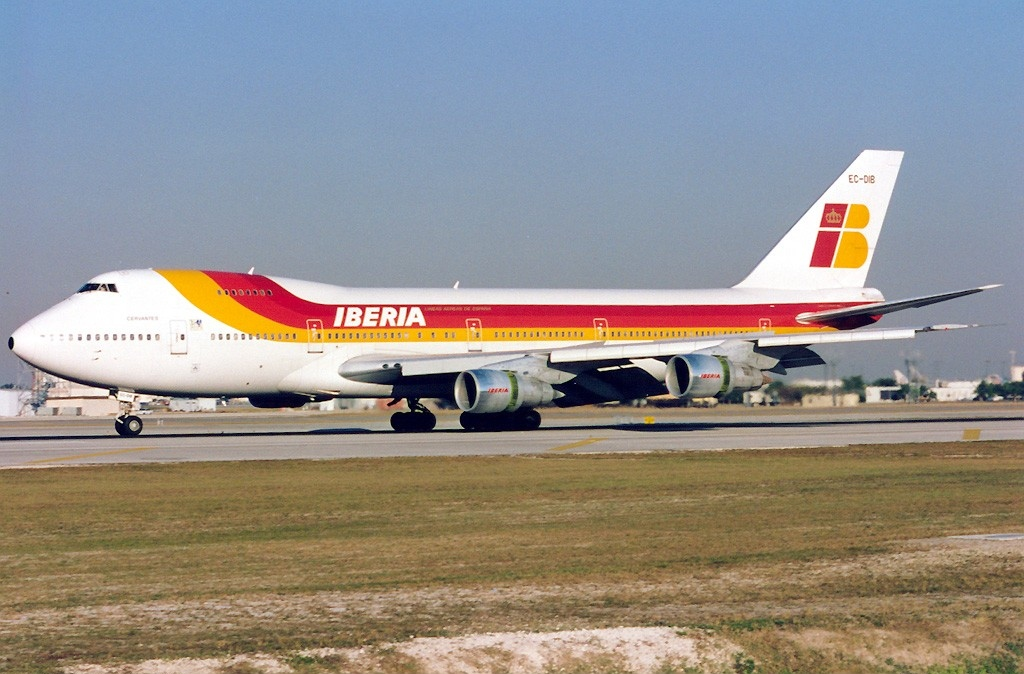
披上舊塗裝的波音747-256B

西班牙國家航空的塗裝以歐洲白為基調，並加上紅色、橙色及黃色的線條，與西班牙國旗所使用顏色相同，藉以代表國家航空之地位。另外子公司諾斯特姆航空（Air Nostrum）也沿用母公司塗裝色調，僅在公司名稱以「Iberia Regional Air Nostrum」稱呼。

## 營運

### 票務系統
西班牙國家航空全面使用電子機票，並鼓勵搭乘國內航線及申根航線旅客在搭機前使用「Auto Check-in Online」（線上自動報到）自助報到系統自行列印登機牌（以PDF格式檔案自動產生登機牌），或於抵達機場後使用「Auto Check-in」自助報到機辦理報到及列印登機牌（馬德里及巴塞隆納機場另有專供托運行李旅客同時列印行李條的自助報到機種和自助報到交付行李專屬櫃臺）。只有隨身行李的旅客可以直接前往接受安檢，通過安檢後直接前往登機門搭機；有托運行李的旅客，亦可使用上述兩種報到方式列印出登機牌，再憑登機牌前往櫃臺辦理托運行李手續。2006年1月，電子機票的銷售量佔全部機票銷售總額的93%。根據西班牙民航法規規定，搭乘所有航空公司的所有國內或國際航班，於登機前都必須出示乘客的身分證或護照。

## 事故
- 1983年12月7日，一架隸屬於Aviaco（西班牙语：Aviaco）（一家总部设于马德里的西班牙航空公司）旗下之道格拉斯DC-9在降落时，与一架西班牙国家航空的波音727在跑道上相撞（英语：Madrid Runway Disaster），造成85人死亡。[4] [5]
- 2007年11月9日，西班牙國家航空一架A340-642客機（EC-JOH），在厄瓜多蘇克雷元帥國際機場（基多國際機場）滑出跑道。飛機嚴重損毀，機上無人受傷。

## 外部連結
- 西班牙國家航空官方網站 （页面存档备份，存于）（西班牙文）（英文）